# Hadja Saran Daraba Kaba
Hadja Saran Daraba Kaba, född 1945, är en guineansk kvinnorättsaktivist, den första kvinnliga generalsekreteraren för Mano River Union och presidentkandidat i Guineas allmänna val 2010.

## Biografi
Hadja Saran Daraba Kaba föddes 1945 i Coyah, Guinea i en mindre bemedlad familj. Hennes far var en soldat och aktivist under den tidigare presidenten Ahmed Sékou Tourés regim. Hon utbildades som farmaceut i Leipzig och Halle i Tyskland mellan 1966 och 1969. 1970 återvände hon till Guinea där hon föreläste vid Hadja Mafory Bangouras fakultet för medicin och apotek. Senare anslöt hon sig till Pharmaguinée där hon befordrades till biträdande landsdirektör för export vid ministeriet för utrikeshandel. 1996 blev hon minister för sociala frågor och främjande av kvinnor och barn.

## Presidentval
2010, under presidentvalet i Guinea, var hon den enda kvinnan av 24 kandidater, fram tills att hon mötte Alpha Condé i andra valomgången.

## Mano River Union
Mellan september 2011 och 2017 var hon generalsekreterare för Mano River Union och grundare av kvinnonätverket Mano River Union for Peace (REFMAP), ett av de viktigaste nätverken i det västafrikanska civilsamhället som i hög grad bidrog till att flera konflikter i regionen löstes, och ledde till frigörandet av afrikanska kvinnor. Nätverket mottog FN:s pris för mänskliga rättigheter 2003.